# Tótem - Il mio sole
Tótem - Il mio sole (Tótem) è un film del 2023 scritto e diretto da Lila Avilés.
La pellicola è stata selezionata per rappresentare il Messico ai Premi Oscar 2024 nella sezione del miglior film internazionale.

## Trama
Sol, una bambina di sette anni, va a casa di suo nonno, dove le sue zie Nuri e Alejandra stanno organizzando una festa di compleanno a sorpresa per suo padre, prossimo alla morte.

## Distribuzione
Il film è stato presentato in anteprima mondiale il 20 febbraio 2023 alla73ª edizione del Festival internazionale del cinema di Berlino.
L'uscita nelle sale cinematografiche italiane è prevista per marzo 2024

## Accoglienza
Su Rotten Tomatoes, il film ha un indice di approvazione del 97% basato su 78 recensioni, con una valutazione media di 8,2/10. Su Metacritic, ha un punteggio medio ponderato di 88 su 100 basato su 8 recensioni, indicando una "acclamazione universale".

## Riconoscimenti
- 2023 – Festival internazionale del cinema di Berlino
  - Premio della giuria ecumenica
  - In concorso per l'Orso d'oro
- 2023 – Gotham Independent Film Awards
  - Candidatura per il miglior film internazionale
- 2023 – National Board of Review Award[6]
  - Migliori cinque film stranieri dell'anno